# Manthithoppu
Manthithoppu es una ciudad censal situada en el distrito de Thoothukudi en el estado de Tamil Nadu (India). Su población es de 6143 habitantes (2011). Se encuentra a 63 km de Thoothukudi y a 55 km de Tirunelveli.

## Demografía
Según el censo de 2011 la población de Manthithoppu era de 6143 habitantes, de los cuales 3090 eran hombres y 3053 eran mujeres. Manthithoppu tiene una tasa media de alfabetización del 78,91%, inferior a la media estatal del 80,09%: la alfabetización masculina es del 87,49%, y la alfabetización femenina del 70,23%.